# Короткевич Олена Леонідівна
Олена Леонідівна Короткевич (1929 — 1988) — українська вчена у галузях палеонтології і теріології, доктор біологічних наук (1984), фахівчиня з викопних великих ссавців неогену України, переважно копитних. Описала декілька нових для науки видів цієї групи.

## Життєпис
У 1952 році закінчила Київський університет. З 1953 року працювала у Палеонтологічному музеї Інституту зоології АН УРСР (зараз музей входить до складу Національного науково-природничого музею НАН України).

## Найважливіші наукові праці

### Монографії
- Короткевич Е. Л. Поздненеогеновые олени Северного Причерноморья. — Киев: Наукова думка, 1970. — 175 с.
- Короткевич Е. Л. Поздненеогеновые газели Северного Причерноморья. — Киев: Наукова думка, 1976. — 248 с.
- Короткевич Е. Л. Неогеновые трагоцерины Северного Причерноморья. — Киев: Наукова думка, 1980. — 150 с.
- Короткевич Е. Л. Поздненеогеновые трагоцерины Северного Причерноморья. — Киев: Наукова думка, 1981. — 160 с.
- Короткевич Е. Л. История формирования гиппарионовой фауны Восточной Европы. — Киев: Наукова думка, 1988. — 164 с.

### Статті
- Короткевич Е. Л. К вопросу о систематическом положении миоценовых газелей юга СССР [Архівовано 25 серпня 2017 у Wayback Machine.] // Вестник зоологии. — 1968. — 4. — С. 42-50.
- Короткевич Е. Л. Крупный представитель кошачьих из плиоцена юга Украины [Архівовано 25 серпня 2017 у Wayback Machine.] // Вестник зоологии. — 1969. — 4. — С. 43-48.
- Короткевич Е. Л. Новая форма оленя из неогеновых отложений юга Украины [Архівовано 25 серпня 2017 у Wayback Machine.] // Вестник зоологии. — 1971. — 1. — С. 59-63.
- Короткевич Е. Л. Основные этапы развития позднемиоценовой фауны копытных и хоботных Северного Причерноморья [Архівовано 25 серпня 2017 у Wayback Machine.] // Вестник зоологии. — 1972. — 4. — С. 7-13.
- Короткевич Е. Л. Новый вид ацератерия из раннего сармата Украины [Архівовано 25 серпня 2017 у Wayback Machine.] // Вестник зоологии. — 1974. — 2. — С. 38-44.
- Короткевич Е. Л. Новый представитель рода Procapreolus с территории Северного Причерноморья [Архівовано 25 серпня 2017 у Wayback Machine.] // Вестник зоологии. — 1974. — 6. — С. 68-77.
- Короткевич Е. Л., Семенов Ю. А. Первая находка неогеновой росомахи Plesiogulo crassa в Северном Причерноморье [Архівовано 25 серпня 2017 у Wayback Machine.] // Вестник зоологии. — 1975. — 4. — С. 33-38.
- Короткевич Е. Л. Новый род полорогих из среднего плиоцена Восточной Европы [Архівовано 25 серпня 2017 у Wayback Machine.] // Вестник зоологии. — 1975. — 5. — С. 22-27.
- Короткевич Е. Л. Важнейшие местонахождения гиппарионовой фауны на территории УССР [Архівовано 25 серпня 2017 у Wayback Machine.] // Вестник зоологии. — 1976. — 6. — С. 65-72.
- Короткевич Е. Л. Копытные позднего неогена юга Ервопейской части СССР [Архівовано 25 серпня 2017 у Wayback Machine.] // Вестник зоологии. — 1977. — 6. — С. 53-60.
- Короткевич Е. Л. Новый вид самотерия из мэотиса Северного Причерноморья [Архівовано 25 серпня 2017 у Wayback Machine.] // Вестник зоологии. — 1978. — 4. — С. 9-18.
- Короткевич Е. Л. Геологический возраст некоторых местонахождений гиппарионовой фауны Северного Причерноморья [Архівовано 25 серпня 2017 у Wayback Machine.] // Вестник зоологии. — 1978. — 6. — С. 15-19.
- Короткевич Е. Л. Гигантобивневые мастодонты Северного Причерноморья в пределах УССР [Архівовано 25 серпня 2017 у Wayback Machine.] // Вестник зоологии. — 1979. — 4. — С. 34-40.
- Короткевич Е. Л. К вопросу о равзитии рогов у некоторых жвачных [Архівовано 25 серпня 2017 у Wayback Machine.] // Вестник зоологии. — 1980. — 1. — С. 38-43.
- Короткевич Е. Л. Трагоцерины (Tragocerinae) Восточной Европы [Архівовано 25 серпня 2017 у Wayback Machine.] // Вестник зоологии. — 1980. — 4. — С. 6-10.
- Короткевич Е. Л., Крахмальная Т. В. Неогеновый прокобус Западного Причерноморья [Архівовано 25 серпня 2017 у Wayback Machine.] // Вестник зоологии. — 1983. — 5. — С. 27-31.
- Короткевич Е. Л., Крахмальная Т. В. Palaeoryx pallasii (Artiodactyla, Bovidae) гиппарионовой фауны Новой Эметовки [Архівовано 25 серпня 2017 у Wayback Machine.] // Вестник зоологии. — 1984. — 4. — С. 39-45.
- Короткевич Е. Л., Кушнирук В. Н., Семенов Ю. А., Чепалыга А. Л. Новое местонахождение среднесарматских позвоночных на Украине [Архівовано 25 серпня 2017 у Wayback Machine.] // Вестник зоологии. — 1985. — 3. — С. 81-82.